# Spilosoma rostagnoi
Spilosoma rostagnoi là một loài bướm đêm thuộc phân họ Arctiinae, họ Erebidae.